# دولت سوریه (۱۹۲۵–۱۹۳۰)
دولت سوریه (به عربی: الدولة السورية) یک رژیم بود که در زیر نظر قیمومت فرانسه در سال ۱۹۲۵ تأسیس شد و تا تأسیس جمهوری دوم سوریه به کار خود ادامه داد. این دولت جایگزین فدراسیون سوریه بود و مناطق آن نیز از دولت دمشق و حلب که شهرستان الجزیره را در خود جای داده بود شامل می‌شد و به‌طور مستقیم زیر نظر رئیس کشورهایی که بدون واسطه از طرف قیمومت فرانسه انتخاب می‌شد بود. این دولت در زمان انقلاب بزرگ سوری در ۱۹۲۵ تا ۱۹۲۷ دچار تزلزل گشت که فرانسه مجبور به بمباران دمشق شد و بعداً نیز انتخابات مجلس نمایندگان را در تاریخ ۱۹۲۸ برای آرام کردن شورش برگزار کند. در طول زمان این دولت سه اشخاص حکومت سوریه را برعهده گرفتند که لقب «رئیس دولت» به آن‌ها داده بودند و اسامیشان؛ صبحی برکات، احمد نامی و تاج‌الدین الحسنی بود.
در تاریخ ۱۹۲۰ مراسم تقسیم سوریه صادر شد که سوریه را به چند جزء کوچک تقسیم می‌کرد به همین دلیل با مخالفت «ملی‌گرایان مخالف تقسیم» مواجه شد و هانری گورو بر اثر فشار اعتراضات خیابانی مردم سوریه مجبور شد که فدرال سوریه را اعلام کند ولی باز هم اعتراضات به پایان نرسید تا قیمومت فرانسه در ژانویه ۱۹۲۵ یک‌پارچگی سوریه بین شهرستان‌های حلب و دمشق را به نام دولت سوریه اعلام کرد.
قانون اساسی را که مستشار فرانسوی اعلام کرد دارای هفت ماده بود که یکی از آن‌ها حلب را دارای استقلال مالی اعلام کرد.